# ANA Open
Het ANA Open is een jaarlijks golftoernooi van de Japan Golf Tour. 
De eerste editie van het toernooi was in 1973. Het wordt in de maand september georganiseerd en het vindt plaats op de Sapporo Golf Club. Meestal wordt er op de Wattsu-baan gespeeld, maar in 1987, 1988 en 1993 werd de Yuni-baan gebruikt.
Sponsor is ANA (All Nippon Airways). Het prijzengeld was in 2011 vastgesteld op ¥110.000.000, waarvan de winnaar ¥22.000.000 kreeg.

## Winnaars
| ANA Sapporo Open - 1973: Masashi Ozaki - 1974: Masashi Ozaki po - 1975: Hsieh Yung-yo - 1976: Takashi Murakami - 1977: Teruo Sugihara - 1978: Teruo Sugihara - 1979: Graham Marsh - 1980: Teruo Sugihara - 1981: Massy Kuramoto - 1982: Norio Suzuki - 1983: Tommy Nakajima - 1984: Pete Izumikawa po | ANA Open - 1985: Tommy Nakajima - 1986: Massy Kuramoto - 1987: Isao Aoki - 1988: Naomichi Ozaki po - 1989: Masashi Ozaki - 1990: Tommy Nakajima - 1991: Akiyoshi Ohmachi - 1992: Masashi Ozaki - 1993: Tommy Nakajima - 1994: Masashi Ozaki - 1995: Masashi Ozaki - 1996: Carlos Franco | - 1997: Shinichi Yokota - 1998: Keiichiro Fukabori - 1999: Kazuhiko Hosokawa - 2000: Nobuhito Sato - 2001: Lin Keng-chi - 2002: Masashi Ozaki - 2003: Yeh Wei-tze - 2004: Chawalit Plaphol - 2005: Keiichiro Fukabori po - 2006: Tomohiro Kondo - 2007: Norio Shinozaki po - 2008: Azuma Yano | - 2009: Toru Taniguchi - 2010: Yuta Ikeda - 2011: Kurt Barnes |

Play-offs
- 1974: Masashi Ozaki won van Isao Aoki;
- 1984: Pete Izumikawa won van Satsuki Takahashi;
- 1988: Naomichi Joe Ozaki won van Brian Jones;
- 2005: Keiichiro Fukabori won van Yasuharu Imano;
- 2007: Norio Shinozaki won van Yasuharu Imano en Chawalit Plaphol.

Records
- De laagste score was 268 (-20), Dit record staat sinds 1994 op naam van Masashi Ozaki. Hij won het toernooi zeven keer, hetgeen ook een record is.